# CompTIA
CompTIA és un proveïdor de certificacions professionals per la indústria de les tecnologies de la informació Els certificats A+, N+ i Security+ guanyats després del gener de 2011 tenen una validesa de 3 anys i han de ser renovats via continuar l'educació.
La Computing Technology Industry Association (CompTIA) es va crear el 1982 com l'Association of Better Computer Dealers (ABCD). Més tard van canviar el seu nom a CompTIA per reflectir el canvi tecnològic de la societat. Els 90' va ser un període del creixement per l'associació va ampliar l'abast de les seves activitats per adreçar les necessitats de l'ordinador d'expandir indústria. Les seves iniciatives van augmentar per incloure els camps de treball en xarxa, UNIX, timatges, informàtica mòbil i multimèdia.